# Endrei Ákos
Endrei Ákos (Hódmezővásárhely, 1860. április 22. – Budapest, 1918. március 28.) tanár, író.

## Élete
Engel Sándor és Rappoch Eleonóra fia. Iskoláit szülővárosában, a református főgimnáziumban 1877-ben végezte; azután a budapesti egyetemen filológiát hallgatott és 1883-ban tanári vizsgát tett. 1884-től 1887-ig a vágújhelyi reáliskolánál, 1887-től 1892-ig a csurgói református főgimnáziumban volt tanár és 1892-től a brassói állami főreáliskolánál működott. 1894 és 1909 között a kaposvári állami főgimnáziumban tanított. 1909-ben Budapestre helyezték át. Ő írta az első direkt módszerű négykötetes német nyelvkönyvet. Felesége Poppel Lujza volt.
Tagja volt az Erdélyi Múzeumegyletnek, a Philológiai Társaságnak, Paedagógiai Társaságnak és a Berzsenyi Irodalmi Társaságnak.

## Munkái
- Német stilusgyakorlatok a középiskolák felsőbb oszt. számára. (Budapest, 1891) (Ism. Dunántuli Prot. Lap 38. sz.)
- Zrinyiász-kommentár (1900)
- Kölcsey szónoklatának magyarázata (1902)
- A Kuruc-költészet epikája (1903)
- Erkölcsi nevelés a középiskolai tanítással kapcsolatban (Budapest, 1905)
- Német balladák és románcok (1909)
- A magyar középiskola és válsága (1911)
- Az iskolák demokratizálása (Budapest, 1917)
- A magyar irodalom története a fontosabb művek tartalmi ismertetésével (Budapest, é. n.)